# Yoichi Doi
Yoichi Doi (Kumamoto, 25 de julho de 1973), é um ex-futebolista profissional japonês que atuava como goleiro.

## Carreira

### Kashiwa Reysol
Yoichi Doi se profissionalizou no Kashiwa Reysol, em 1992.

## Seleção
Yoichi Doi integrou a Seleção Japonesa de Futebol na Copa das Confederações de 2003. Foi campeão da Copa da Ásia de 2004.
Disputou a Copa do Mundo FIFA de 2006 pela seleção de seus país como goleiro reserva. 

## Títulos
Japão
- Copa da Ásia: 2004